# Nephilengys
Nephilengys L. Koch, 1872 è un genere di ragni tropicali della famiglia Nephilidae, costituito da due specie attualmente descritte. (Il genere era precedentemente collocato negli Araneidae e nei Tetragnathidae.) Il genere Nephilingis è stato separato da questo. Entrambi i generi sono stati chiamati ragni eremiti per l'abitudine di rimanere nei loro rifugi durante il giorno; il nome di ragni eunuchi è stato utilizzato solo per i Nephilengys, poiché i maschi possono recidere parti dei loro bulbi palpali dopo la copulazione.

## Descrizione
Le femmine sono lunghe dai 10 ai 28 mm, mentre i maschi solitamente raggiungono solo circa i 5 mm. Il prosoma ha una regione della testa ampia e alta. Il carapace è dotato di forti spine erette. I bordi del carapace sono ricoperti da una fila di lunghi peli bianchi. I maschi hanno 3–6 anni mm di lunghezza.
Nephilengys è il genere nefilino più sinantropico (si trova cioè nelle abitazioni umane e nei loro dintorni). Questi aracnidi costruiscono le loro tele contro substrati come tronchi d'albero o muri; esse possono raggiungere un diametro fino a un metro. Le specie di Nephilengys incorporano nelle loro tele un rifugio tubolare in cui si riparano quando vengono disturbate. Il ritiro è sempre costruito contro una superficie dura; la ragnatela è costruita contro un substrato, come quelle di Herennia e Clitaetra. Le tele dei ragni giovani sono più o meno simmetriche, invece negli adulti il centro della ragnatela è posizionato molto vicino alla parte superiore del telaio. Mentre la maggior parte dei ragni tessitori ricostruisce da zero una ragnatela rotta, i Nephilengys riparano le parti danneggiate.
I Nephilengys sono ragni notturni: trascorrono la maggior parte del giorno nel loro rifugio e la notte nel loro nido.

## Riproduzione
Le femmine sono molto più grandi dei maschi, ad esempio in N. malabariensis 20 mm contro 4 mm. I maschi adulti non costruiscono le proprie ragnatele, ma vivono con le femmine, e a volte si trovano diversi maschi nella ragnatela di una femmina adulta o immatura. Di conseguenza sono privi di ghiandole che producano seta appiccicosa. Spesso i maschi si accoppiano con una femmina appena uscita dalla muta, che non riesce a resistere a causa della morbidezza della sua cuticola. Essi spesso si tagliano gli organi riproduttivi, che poi si ritrovano incastrati nell'apertura genitale femminile. I maschi evirati possono continuare a vivere nella ragnatela della loro compagna.

## Tassonomia
Il genere fu eretto nel 1872 da Ludwig Koch, il quale collocò quattro specie nel suo novero, tra cui la specie allora nota come Epeira malabarensis, descritta per la prima volta da Walckenaer nel 1842. Koch descrisse i Nephilengys come molto simili nella forma del cefalotorace, delle mascelle e del labbro ai Nephila, ma differivano nella posizione degli occhi e nella lunghezza delle zampe. Il nome Nephilengys si riferisce alla stretta relazione con Nephila: Nephilengys = Nephila + greco antico -engy-, "vicino a" o "prossimo a".
Koch collocò i Nephilengys nella famiglia Araneidae. Nel 1894, Eugène Simon istituì la sottofamiglia Nephilinae all'interno degli Araneidae per Nephila e generi correlati, tra cui Nephilengys. Questa classificazione fu utilizzata fino alla fine del XX secolo, quando studi cladistici suggerirono inizialmente che i nefilini appartenessero ai Tetragnathidae, anche se questa ipotesi fu poi smentita. Nel 2006, Matjaž Kuntner eliminò i nefilini dalla famiglia Araneidae e li elevò alla famiglia Nephilidae. Studi filogenetici molecolari condotti a partire dal 2004 hanno sistematicamente inserito i nefilidi tra gli Araneidae. Di conseguenza, nel 2016, Dimitar Dimitrov et al. hanno riportato il gruppo alla sua posizione tradizionale di sottofamiglia degli Araneidae.
Nel 2013, sulla base di studi filogenetici, Matjaž Kuntner e i suoi colleghi hanno suddiviso il genere originale Nephilengys in due generi. Due specie sono rimaste nel genere Nephilengys, mentre le restanti quattro sono state spostate nel nuovo genere Nephilingis. Nephilengys si differenzia da Nephilingis per le forme dell'epigino femminile e del bulbo palpale maschile.

### Specie
Ad agosto 2024, il World Spider Catalog annoverava le seguenti specie:
- Nephilengys malabarensis (Walckenaer, 1842) – dall'India alla Cina, Filippine, Giappone, Ambon
- Nephilengys papuana Thorell, 1881 – Nuova Guinea, Queensland

## Distribuzione
Le specie di Nephilengys si trovano nell'Asia tropicale, dall'India all'Indonesia, e nel Queensland, in Australia.

## Predatori e parassiti
I N. malabarensis sono predati dal ragno saltatore Portia. Almeno alcune specie scuotono vigorosamente il corpo quando vengono toccate.